# Synchiropus rubrovinctus
Synchiropus rubrovinctus es una especie de peces de la familia Callionymidae en el orden de los Perciformes.

## Morfología
• Los machos pueden llegar alcanzar los 2,4 cm de longitud total y las hembras 2,15.

## Hábitat
Es un pez de mar y de clima subtropical y demersal que vive entre 1-79 m de profundidad.

## Distribución geográfica
Se encuentra en el Japón, Nueva Caledonia y Hawái.

## Observaciones
Es inofensivo para los humanos